# Victor Hervey (6e marquis de Bristol)
Pour les articles homonymes, voir Hervey.
Victor Hervey, 6e marquis de Bristol (6 octobre 1915 - 10 mars 1985), est un aristocrate britannique, pair héréditaire et homme d'affaires. Il est membre de la Chambre des lords, Chancelier de la Ligue Monarchiste Internationale et un homme d'affaires actif qui devient plus tard un exilé fiscal à Monaco .
Victor Hervey est le fils unique d'Herbert Hervey (5e marquis de Bristol). Il acquiert une réputation notoire de playboy et de petit délinquant dans les années 1930, qui aboutit à son incarcération pour vol de bijoux en 1939. Il hérite du marquisat à la mort de son père en 1960 et acquiert une grande fortune grâce à cela et à ses relations d'affaires. Il se marie trois fois et est le père de John Hervey (7e marquis de Bristol), Frederick Hervey (8e marquis de Bristol), Lord Nicholas Hervey (en), Lady Victoria Hervey et Lady Isabella Hervey. Il passe ses dernières années à Monaco pour éviter l'impôt sur le revenu avec sa troisième femme et ses trois plus jeunes enfants.

## Jeunesse
Victor Frederick Cochrane Hervey est né le 6 octobre 1915, fils unique de Lord Herbert Hervey, plus tard 5e marquis de Bristol, et de Lady Jean Cochrane, fille de Douglas Cochrane, 12e comte de Dundonald  et de Winifred, comtesse de Dundonald. Sa marraine est la reine Victoria Eugénie d'Espagne.
Il fait ses études au Collège d'Eton et au Royal Military College de Sandhurst, mais on lui demande de quitter ce dernier, en raison de son mauvais tempérament .
Jusqu'en 1951, il n'a aucun titre, car son père est un fils cadet et hérite des titres familiaux et des domaines de son frère aîné cette année-là .

## Criminalité et emprisonnement
Victor Hervey est impliqué dans le vol et la petite délinquance dans sa jeunesse. Il est appelé la panthère rose de son époque et le meneur d'un gang d'anciens garçons de l'école publique connus sous le nom de Mayfair Playboys  qui agresse et vole un bijoutier de Cartier, à la suite de quoi deux d'entre eux (mais pas Hervey) sont condamnés à être fouettés avec le chat à neuf queues ,. Hervey ne semble pas avoir participé lui-même directement à ce vol . On a dit qu'on se souvenait de lui principalement pour avoir participé à un vol de bijoux qu'il n'a en fait pas commis, bien qu'il ait été reconnu coupable d'une infraction similaire, au cours de la même décennie et dans le même quartier de Londres (Mayfair) .
En juillet 1939, Hervey est arrêté et accusé d'avoir volé des bijoux, des bagues et un manteau de fourrure de vison d'une valeur totale de 2 500 £ dans un local de Queen Street, Mayfair, et de 2 860 £ de bijoux dans une propriété de Park Lane. Sa libération sous caution est refusée et il est emprisonné pendant trois ans. Son père, qui a mené une vie respectable, comme cela a été le cas pour tous les hommes de la famille Hervey depuis l'époque victorienne, fond en larmes en entendant la sentence .

## Carrière commerciale
Avant de recevoir ses revenus de fiducie, Victor Hervey est déclaré en faillite en 1937 avec des dettes de 123 955 £ . Il vend des armes pendant la guerre civile espagnole aux deux parties, espérant recevoir 30 000 £ en pot-de-vin, ce qui échoue et conduit aux dettes . Il continue néanmoins ses activités de trafiquant d'armes et est le principal agent de Franco pendant de nombreuses années. Bristol amasse ensuite une fortune, à la fois héritée et gagnée, estimée à plus de 50 millions de livres sterling.
En 1941, Victor Hervey affirme avoir été répertorié dans un document secret écrit par Heinrich Himmler comme un ennemi du Troisième Reich, mais il n'y a aucune preuve qu'un tel document ait jamais existé .
À partir de 1951, il porte le titre de courtoisie de comte Jermyn, nom sous lequel il est connu jusqu'à ce qu'il hérite du marquisat en 1960, date à laquelle il devient également comte de Bristol et baron Hervey d'Ickworth dans le Suffolk, haut intendant héréditaire de la liberté de Bury St Edmunds, et patron de trente bénéfices de l'Église d'Angleterre, avec des propriétés foncières dans le Suffolk, l'Essex, le Lincolnshire et la Dominique dans les Antilles.
Il est président de la National Yacht Harbor Association, membre du House of Lords Yacht Club, du Hurlingham Club et du East Hill Club, Nassau, Bahamas .

## Famille
Le 6 octobre 1949, il épouse Pauline Mary Bolton, fille de Herbert Coxon Bolton; ils divorcent en 1959. Ils ont un fils, John Hervey (7e marquis de Bristol) (15 septembre 1954 - 10 janvier 1999) qui épouse Francesca Fisher en 1984 (divorce en 1987) .
Lord Bristol aurait été un père dur envers son fils aîné, selon des amis de ce dernier. "Il a traité son fils et héritier avec indifférence et mépris", déclare Anthony Haden-Guest. Le marquis de Blandford résume la relation: "Victor a créé le monstre que John est devenu." .
Le 23 avril 1960, dix-huit jours après la mort de son père, il épouse en secondes noces Lady Juliet Wentworth-Fitzwilliam, fille de Peter Wentworth-Fitzwilliam (8e comte Fitzwilliam) (en), et de vingt ans sa cadette . La famille Fitzwilliam n'est pas contente du mariage, en raison de la réputation de Victor . Le couple divorce en 1972, ayant eu un fils, Lord Nicholas Hervey (26 novembre 1961 - 26 janvier 1998)  et une fille, Lady Ann Hervey (mort-née, 26 février 1965). Les deux mariages sont rompus à cause de l'infidélité de Victor, Lady Juliet a ensuite déclaré: "Si vous voulez baiser des putes quand vous êtes marié, assurez-vous de ne pas vous faire prendre." .
Il se remarie à Yvonne Marie Sutton, le 12 juillet 1974 à Caxton Hall . Ils ont un fils, Frederick Hervey, 8e marquis de Bristol (né en 1979), et deux filles : Lady Victoria Hervey (née en 1976) et Lady Isabella Hervey (née en 1982), qui épouse Christophe de Pauw . Le fils aîné de Victor, John, alors comte Jermyn, n'aime pas Yvonne et est contrarié par le troisième mariage, et avec son frère Lord Nicholas poursuit en vain son père, après que son testament ait nommé Yvonne et ses enfants comme ses principaux bénéficiaires .

## Monaco
Au début de 1979, Bristol, avec sa troisième épouse et ses jeunes enfants, s'installe à Monte-Carlo, en tant qu'exilés fiscaux. Il aurait abaissé le drapeau de l'Union à son domicile de Belgravia avant de partir, jurant de ne plus jamais remettre les pieds sur le sol anglais . Bien qu'habitant à Monte-Carlo dans un appartement, il continue d'employer un majordome et une nounou .
Bristol est vice-président de l'Union britannique des contribuables, membre du Comité des Indes occidentales et est considéré comme un expert des affaires d'Amérique centrale . Il est également vice-président de l'Union anglophone (région de l'Est) et généreux donateur de l'Ambulance Corps en Irlande du Nord .
Il est membre, jusqu'à sa mort, de la Ligue monarchiste internationale, rejoignant son Grand Conseil en 1964 . En 1975, il est élu chancelier de la Ligue ,. Il est également un membre de longue date du Club conservateur du lundi.
Le marquis est un mécène des arts et un collectionneur, une autorité reconnue sur Lawrence Alma-Tadema et James Tissot, et "un amoureux de l'art et de la beauté sous toutes ses formes" . Il avait acquis une quantité importante d'œuvres d'art du XIXe siècle au moment de sa mort .

## Décès
Le 6e marquis de Bristol est décédé à Monaco le 10 mars 1985, à l'âge de 69 ans, et est inhumé à Menton, en France. Sur sa tombe est inscrite sa devise "Je n'oublieray jamais" ("Je n'oublierai jamais"). Au moment de sa mort, il habite au 1E Formentor, avenue Princesse-Grace, Monte-Carlo .
En octobre 2010, le dernier fils survivant de Bristol, le 8e marquis de Bristol, rapatrie les restes de son père  qui sont réenterrés dans le caveau familial de l'église paroissiale d'Ickworth, après un service commémoratif à l'église St Leonard, Horringer dans le Suffolk .

### Documentaire
- The Real Pink Panther: Lord Victor Hervey - un documentaire télévisé diffusé sur Channel 4 le 2 mars 2009.